# 食物賙濟庫

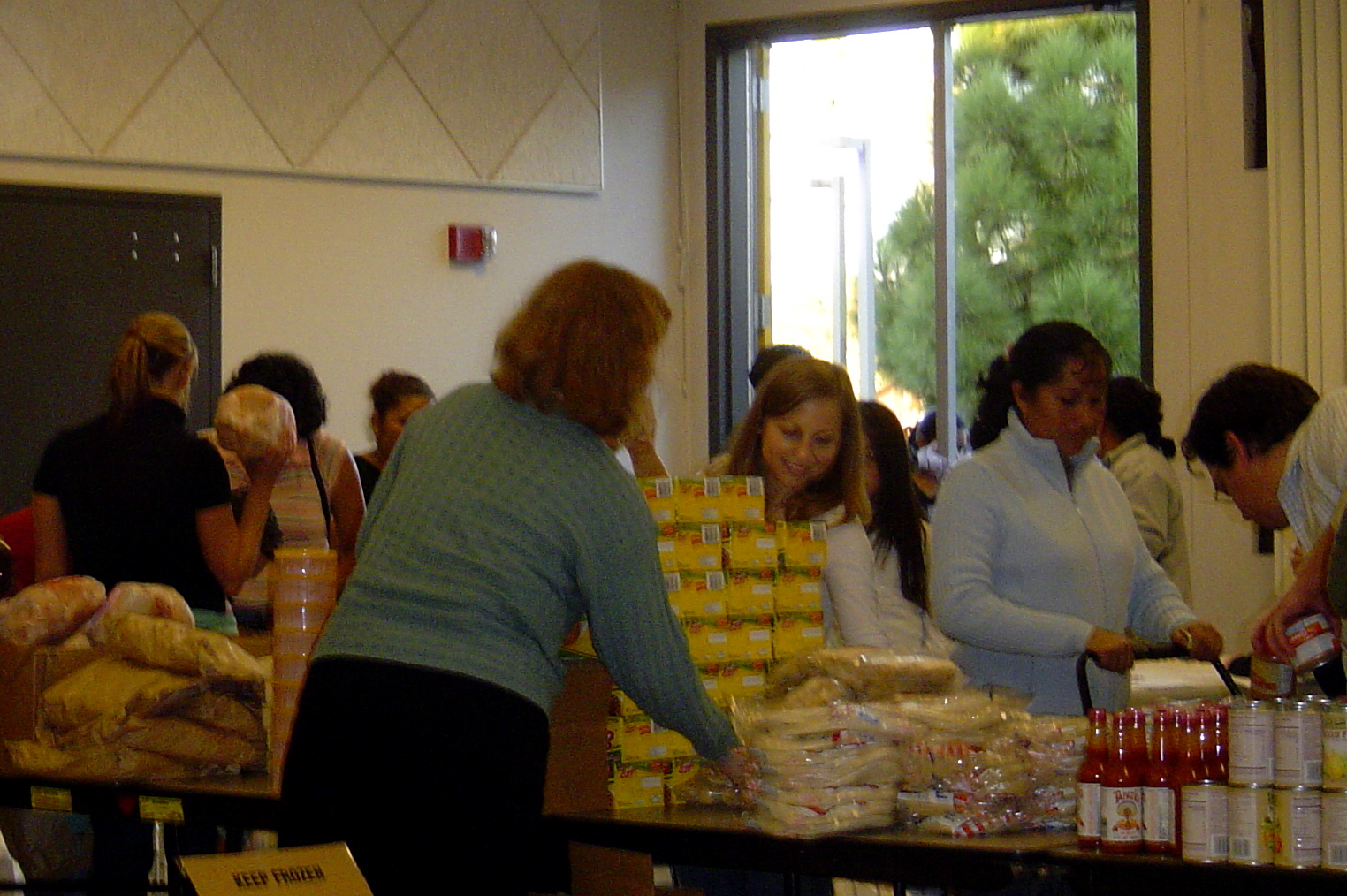
美國一間食物周濟库

食物周濟库是一項計劃，該計劃的主要目的，是希望藉由慈善團體來號召熱心的廠商們，為未能解決「三餐」基本需要的人士及家庭，提供緊急及短暫的膳食援助。
食物周濟库把即將失效或過季但仍有用的食物收集起來，經過和平團的聯繫與分類處理後，再結合志工運送，把這些物資送到育幼院、老人院及其他需要的個人或團體，讓資源獲得最有效的分配與使用。食物周濟库主要為經濟有困難人士提供暫時性膳食支援，鼓勵他們自力更生。
香港社福界近年來積極提倡此措施。食物來源主要由團體及私人捐助。過去有銀行、連鎖快餐店、酒店、超市及食品供應商響應，捐贈熟食、乾糧及餐券，或以特惠價出售食品。
在還沒有食物周濟库以前，每當發生天災或飢荒，有時富人、教會或慈善團體也會把食物免費派給窮人或糧食短缺的人，作為一種社區公益慈善活動。政府有時也會開倉派糧食給民眾作為賑災。

## 歷史
世界上第一家食物周濟库於1967年在美國成立，自此以後便在全世界建立了數千家。在歐洲，由於廣泛的福利制度，最早幾乎沒有食物周濟库的需要，直到2006年底全球食品價格開始上漲之後，尤其在2007-08年金融海嘯爆發，食物周濟库的數量明顯隨著低收入者在經濟條件持續惡化的情況下迅速增長。中國首家公益性质的食物周濟库是创立于2014年的绿洲食物库。在亞洲其他新興國家中，日本、台灣、香港、新加坡等陸續成立食物周濟库，2010年在日本成立亞洲國家食物周濟库聯盟命名為Second Harvest Asia（2HA）。
世界性的食物周濟库聯合組織「全球食物周濟庫聯盟」（The Global Foodbanking Network）於2006年成立，目前已有超過40個會員國，而這些會員國中，在亞洲包含了：中國、台灣、香港、越南、泰國、印度、馬來西亞、新加坡、印尼、菲律賓、以色列、約旦、土耳其；大洋洲包含了：澳洲、紐西蘭；美洲國家包含了：加拿大、墨西哥、薩爾瓦多、宏都拉斯、尼加拉瓜、哥斯大黎加、巴拿馬、哥倫比亞、厄瓜多、秘魯、巴西、玻利維亞、智利、阿根廷、烏拉圭、巴拉圭，而美國則有自己創立的Feeding America；非洲包含了迦納、奈及利亞、衣索比亞、肯亞、波札那、南非、馬達加斯加；在歐洲僅僅只有英國、保加利亞、俄羅斯加入『全球食物周濟库聯盟』，因為大多數的歐洲國家加入了European Food Banks Federation。世界上還有很多國家的食物周濟库尚未申請加入這個聯合組織，或是他們不符合這個聯合組織的申請標準。

### 亞洲
有許多亞洲地區開始建立並使用食物周濟库，像是印度、尼泊爾、韓國、日本以及台灣。

#### 印度
印度在新德里建立德里食物周濟库，此組織除了提供食物外，也藉此改善他人生活。他們認為，集合大眾的幫忙，可以使獲得食物的基本願望成為現實。他們試圖利用提高食物的使用效率和標準來追求這一願景，以便在正確的時間為正確的人提供正確的幫助。

#### 香港
香港第一間食物周濟库是「樂餉社」。「惜食堂」也是香港的一間食物周濟库。

#### 台灣
2007年-2008年全球金融危機，台灣的食物周濟库逐漸發展，至今在各個地區皆有相關單位。台灣全民食物库，於2011年5/29日創立，是台灣目前唯一通過全球非營利國際組織——「全球食物库網絡」（The Global Foodbanking Network；GFN）認證，獲授權得使用其許可會員標誌之組織。

## 食物周濟库類型
| 類型                      | 服務內容 |
| ------------------------- | --- |
| 大型倉儲中心／物流中心型  | 不直接提供物資給個人，而是轉送或轉賣給下游小型或地區型的食物銀行。有利於對大型企業統一募集物資，小型食物銀行不用自行開拓資源。             |
| Food rescue Organizations | 強調「食物不浪費」的概念，從市場、便利商店、速食連鎖店等收集多餘新鮮蔬果、麵包、奶製品或熟食等，分送給遊民、兒童／老人之家等社福機構。     |
| 定點餐食型                | 於固定地點，將收集到的食物以免費或經濟實惠價格提供餐飲服務，例如美國的emergency kitchen或soup kitchen。                                    |
| 定點定時提供型            | 將收集到的食物與物資，於特定時間地點，請有需求者前來領取，例如美國的food pantries、台灣的豐原醒世食物銀行、台北青年和平團收集與發放麵包。  |
| 超市型（實體食物銀行）    | 解決定點定時提供無選擇性以及領取物資民眾易被標籤化的問題，讓民眾到機構自由選擇所需之物品，例如台灣的台中紅十字會、台北南機場幸福食物銀行。 |
| 熟食型                    | 收集中小學剩餘營養午餐、餐廳多餘熟食、民眾捐贈物資與食物，請有需求者於定點定時來領取。                                                     |
| 物資食物銀行              | 不限於食物，將收集到的民生用品及任何有價值之物資（如衣服、玩具、文具、圖書等）發送給有需求者，例如台中家扶、彰化幸福小舖、嘉義縣紅十字會。 |
| 購買新物資發放型          | 以社會大眾的捐款購買新物資發放，食物較新鮮、保存期限久，如1919食物銀行。                                                                   |
| 食物銀行兼辦福利服務型    | 食物銀行服務對象往往面臨多重問題，食物銀行提供額外社會服務，如遊民收容所、保護性個案中途收容、兒童課後輔導、心理諮詢等。                   |
| 藝文銀行／文化銀行        | 將音樂會、展覽、體育競賽門票，或是不常使用之表演空間，提供給弱勢團體，協助他們能有與一般大眾共享藝文表演活動的機會。                       |
| 便宜超市、二手傢俱型      | 以低價讓弱勢者有能力選購符合需求的物資，使他們有非受助者之感受而提高自尊心，例如多國、奧地利設立許多社會福利超市。                         |

## 外部連結
- 台灣全民食物銀行 （页面存档备份，存于）/*台灣全民食物銀行 FB臉書 （页面存档备份，存于）
- 善膳坊 （页面存档备份，存于）
- 眾膳坊食物银行 （页面存档备份，存于）
- 「拾落穗者」社區食物库
- 社福界倡設「食物銀行」[]，星島日報，2008年7月12日
- 社署署長余志穩：即撥百萬資助食物銀行 （页面存档备份，存于），明報，2008年7月21日
- 台灣食物銀行聯合會 （页面存档备份，存于）/ 台灣食物銀行聯合會FB
- 醒世食物銀行 （页面存档备份，存于）
- 社團法人台灣食物銀行協會 （页面存档备份，存于）
- 台灣食物銀行 FB （页面存档备份，存于）
- The Global Food bank network - includes resources to find food banks throughout the world.
- 中的“Hunger relief”